# Apterostigma ierense
Apterostigma ierense är en myrart som beskrevs av Weber 1937. Apterostigma ierense ingår i släktet Apterostigma och familjen myror. Inga underarter finns listade.